# 奧勒良斯普林斯 (北卡羅萊納州)
奧勒良斯普林斯（英語：Aurelian Springs）是位於美國北卡羅萊納州哈利法克斯縣的非建制地區。

## 地理
奧勒良斯普林斯所處的海拔為高於海平面102米（即335英呎），而該地所採用的時區為UTC-5，即北美东部时区（EST）。同時該地設有夏令時間，為UTC-5調快一小時，即UTC-4（EDT）。